# 交響曲第2番 (ブライアン)
交響曲第2番ホ短調は、ハヴァーガル・ブライアンが1930年から1931年にかけて作曲した交響曲である。初期の楽器編成は総じて大編成であるのが特徴である。初演は1973年5月19日にレスリー・ヘッド指揮ケンジトン交響楽団により行われた。プロによる初演は1979年5月9日にチャールズ・マッケラス指揮BBC交響楽団によって行われた。

## 楽器編成
フルート4（持ち替えでピッコロ2）、オーボエ4（持ち替えでコーラングレ2）、コーラングレ、クラリネット4（持ち替えでバスクラリネット2）、ファゴット4（持ち替えでコントラファゴット1）、ホルン16、トランペット4、トロンボーン4、チューバ2、ティンパニ3、グロッケンシュピール、シロフォン、チェレスタ、ピアノ2、オルガン、ハープ2、シンバル、大太鼓、タムタム、チューブラーベル、ハープ、弦五部

## 構成
- 第1楽章　Adagio solene - Allegro assai
- 第2楽章　Andante sostenuto e molto espressivo
- 第3楽章　Allegro assai
- 第4楽章　lento maestoso e mesto

## 演奏時間
約50分。